# 菊川君子
菊川 君子（きくかわ きみこ、1905年（明治38年）9月18日 - 1990年（平成2年）10月17日）は、日本の婦人運動家、政治家。衆議院議員（1期）。旧姓・巽。

## 経歴
北海道亀田郡戸井村汐首（現函館市）で生まれる。1924年、函館大谷女学校を卒業した。
その後上京して、看護婦見習いなど多くの職業に従事し、社会運動に関わるようになった。全国婦人同盟、無産婦人同盟の結成に加わり、無産婦人同盟常任委員、同財務部長を務めた。1931年、中野区に中野組合病院の設立に尽力し、会計を担当した。
戦後、日本社会党の結党に加わる。1947年の衆院選に夫の菊川忠雄が旧東京4区から社会党公認で立候補し初当選した。君子は党の婦人部員として運動を推進し、婦人問題研究会常任理事、東京家庭裁判所調停委員を務めた。
1954年9月26日、夫の忠雄が洞爺丸事故で死去。菊川は洞爺丸事故遺族会の会長に就いた。
1955年の第27回衆議院議員総選挙に旧東京4区から右派社会党公認で立候補するも次点で落選。
1958年の第28回衆議院議員総選挙で得票数1位で初当選した。
1960年1月24日、社会党を離党した西尾末広らによって民主社会党（民社党）の結党大会が開かれ、菊川を含む衆議院議員38人、参議院議員16人が結党に参加した。
同年11月の衆院選に民主社会党公認で立候補するも次点で落選。1963年の衆院選も落選した。
この間、日本社会党政策審議会運輸副部長、民主社会党院内幹事、同生活協同組合連絡会議副議長などを務めた。
1990年10月17日、死去。墓所は多磨霊園。